# 清華大學南區學生宿舍樓

清華大學學生宿舍1號樓

清華大學學生宿舍2號樓

清華大學學生宿舍4號樓

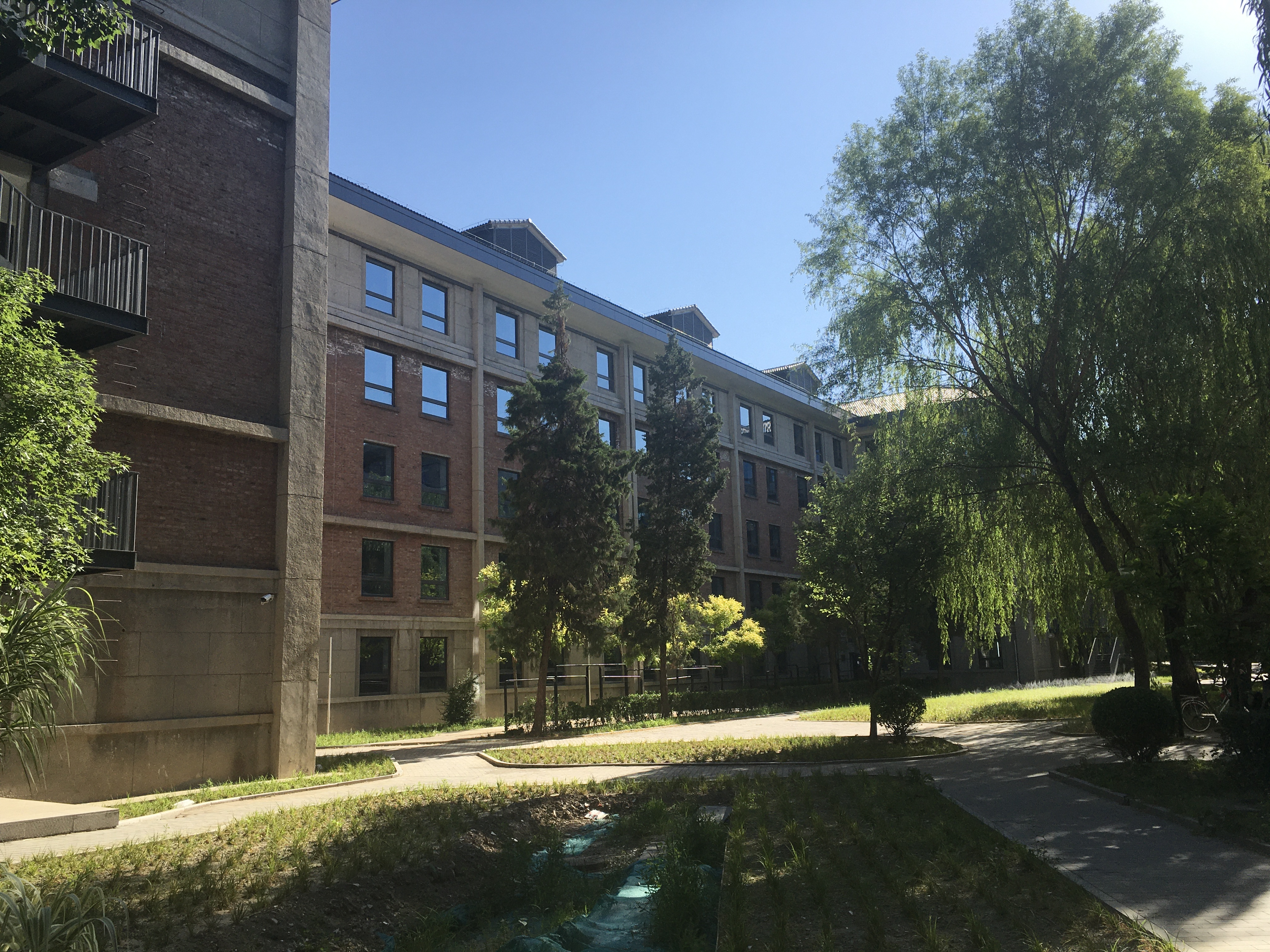
清華大學老樓13號樓

清華大學南區學生宿舍樓，又稱清華老樓，是清華大學早期學生宿舍，共有37號樓。1951年至1991年，陆续修建了1至29号楼，随后至2002年30至37号楼也建成。
老樓原本是清華學生主要的宿舍區，2002年紫荊學生公寓建成後，本科生、博士生搬至紫荊學生公寓，這裡成為碩士研究生的住宿區。

## 1至4號樓
1至4号楼建于1954年，由汪国瑜、周维权设计，总面积24861平方米，造价288万人民幣。擁有“社会主义内容，民族形式”的建筑思想。目前1-4号楼仍作学生宿舍使用。其中2号楼是清华单体建筑面积最大的宿舍楼，建築面積10610平方米，3号楼和4号楼是清华学生宿舍中房间面积最小的，建築面積分別只有2950平方公尺，每间仅有12平方公尺。

## 5至13號樓
5-13号楼建于1957至1959年，总面积35650平方米，造价194万元，因反浪費、反形式主义的風氣，其單價不到1-4号楼的一半。其中的9-12号楼曾經作為办公用房。
老樓13號樓曾經為前任中華人民共和國最高領導人胡錦濤的大學宿舍，當時住在二樓的227室。

## 14至15號樓
14號樓建於1985年、15号楼建于1986年，造价為397万人民幣，是清华最早採用内浇外砌结构、平屋顶的学生宿舍。14号楼分成东西两個部分，其平面圖成两个Y字的组合，建築面積10877平方公尺；15号楼平面也是Y字形，建築面積7400平方米。
14至15號樓的造型體現了改革開放後活泼、新颖的新建築风格：為了突出外阳台这一元素，用红砖、白色抹灰、浅色水刷石等材料的豐富了裝飾效果。14至15號樓目前為男碩士生宿舍。15号楼曾经是清华最高的学生宿舍楼，並且曾經獲得1989年度教育部优秀建筑设计三等奖。

## 16至18號樓
16至18号楼建于1979至1983年，造价164万人民幣，沒有陽台，三栋楼之间用过街楼相连。

## 19至22号樓
19至22号楼建于1986至1987年，造价310万人民幣。每棟樓自成一個單元而不是内廊式宿舍，房间围成一圈，中间有一上下贯通的吹拔。19至22号楼原本作為博士生宿舍，目前19、20号楼为单身博士后宿舍，21、22号楼則成為继续教育学院学员宿舍。

## 23至28号樓
23至26号楼建于1987至1990年，造价721万人民幣，其建築風格体现出80年代中后期后现代主义的影響，宿舍樓运用了「拱」這個清华的经典历史符号。水木年华主唱卢庚戌曾經在1989年至1994年居住在23号楼。
27至28号楼建于1989至1991年，造价646万元，建筑风格与23至26号楼一樣。28号楼其平面形狀為为U字形。23至28号樓目前為男碩士生宿舍。

## 29號樓

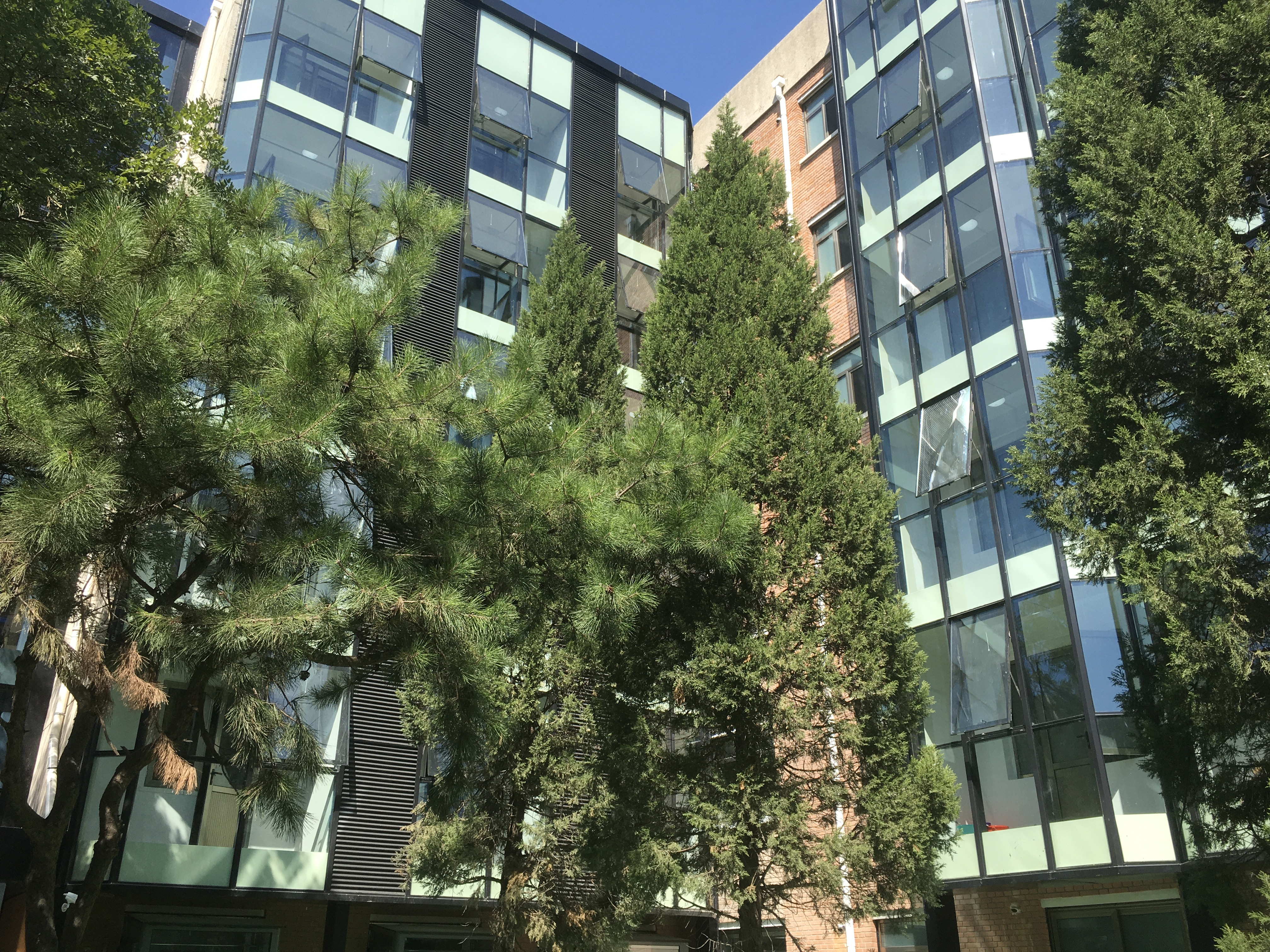
清華大學南區宿舍29號樓

29号楼位于22号楼北侧，1994年10月动工，1995年9月竣工，造价297万人民幣，原本作為博士生宿舍，现为单身男博士后宿舍。2020年，改建成為未央書院的男生宿舍。

## 30號樓
30号楼于1996年至1997年，香港回归前夕落成，平面形狀為L型，房間均為3人間，沒有鋪地磚。原本作為原本作為男博士生宿舍樓，後改成本科生宿舍樓，曾經作為美院與經管男生宿舍樓。 

## 31至37號樓
31、32號樓建成於1998年，建築面積分別為6236平方米、6115.6平方米。33、34號樓建成於1999年，建築面積分別為5854平方米、6320平方公尺。35至37号楼建成於2002年，建築面積分別為5108、5071、4363平方米。31～37號樓目前主要為女研究生宿舍樓。